# Horváth Zoltán (informatikus, 1962)
Horváth Zoltán (Sopron, 1962. augusztus 23. –) a matematika és számítástudományok doktora és az Eötvös Loránd Tudományegyetem Informatikai Kar egyetemi tanára és korábbi dékánja (2012-2022).

## Tanulmányai
1996-ban szerzett doktori címet matematika- és számítástudományokból. Horváth Zoltán PhD disszertációja volt ez első doktori értekezés számítástechnikából Magyarországon.

## Munkássága
Kutatási területe a programozási módszertan, párhuzamos programozás, és a funkcionális programozás.
2014-ben a Babeș–Bolyai Tudományegyetem díszdoktori címet adományozott neki.
Horváth Zoltán dékánsága alatt az ELTE közel 1,2 milliárd forintot fordíthatott a Szoftver- és Adatintenzív Szolgáltatások Kompetencia Központ megvalósításra a Nemzeti Kutatási, Fejlesztési és Innovációs Alapból nyert támogatásból.
2012 és 2022 között az ELTE Informatikai Kar dékánja volt.

## Publikációi
- Horváth Z. (Ed.): Central European Functional Programming School. First Summer School, CEFP 2005, Budapest, Hungary, July 2005. Revised Selected Lectures. (ISBN 3-540-46843-9). In.: Lecture Notes in Computer Science (ISSN 0302-9743), vol. 4164. Springer, 2006. 256 pages
- Horváth Z.-Zsók V.-Butterfield A.(Eds): Implementation and Application of Functional Languages, 18th International Symposium, IFL 2006, Budapest, Hungary, September 4-6, 2006, Revised Selected Papers.. In: Lecture Notes in Computer Science (ISSN 0302-9743) vol. 4699.  Springer 2007
- Chitil, O.-Horváth Z.-Zsók V. (Eds): Implementation and Application of Functional Languages, 19th International Symposium, IFL 2007, Freiburg, Germany, September, 2007, Revised Selected Papers.. In: Lecture Notes in Computer Science (ISSN 0302-9743) vol. 5083.  Springer 2008
- Horváth Z., Plasmeijer, R., Soós, A., Zsók V. (Eds): Central European Functional Programming School. Second Summer School, CEFP 2007. Revised Selected Lectures. Lecture Notes in Computer Science, (ISSN 0302-9743), vol. 5161. Springer 2008
- Horváth Z., Zsók V., Achten, P., Koopman, P. (eds): Trends in Functional Programming. ISBN 978-3-642-22940-4, Lecture Notes in Computer Science, Volume 10, Intellect Ltd., United Kingdom, 2010, 192 p.
- Horváth Z., Plasmeijer, R., Zsók V. (Eds): Central European Functional Programming School. Third Summer School, CEFP 2009. Revised Selected Lectures. Lecture Notes in Computer Science, (ISSN 0302-9743), vol. 6299. Springer 2010
- Horváth Z., Plasmeijer, R., Zsók V. (Eds): Central European Functional Programming School. Fourth Summer School, CEFP 2011. Revised Selected Lectures. Lecture Notes in Computer Science, (ISSN 0302-9743), in preparation. Book chapters available in draft version at: http://plc.inf.elte.hu/cefp/materials/%5B%5D
- Page, R., Horváth Z., Zsók V. (Eds): Trends in Functional Programming 2010, Lecture Notes in Computer Science, (ISSN 0302-9743), vol. 6546, Springer, 2011. ISBN 978-3-642-22940-4